# Zamek w Penamacor
Zamek w Penamacor (port: Castelo de Penamacor) – średniowieczny zamek w miejscowości Penamacor, w regionie Beira (Dystrykt Castelo Branco), w Portugalii. 
Jest to dawny zamek templariuszy. Wznosi się na skalistym wale między potokami Ceife i Taliscas, dopływami rzeki Pônsul, która z kolei jest dopływem Tagu.
Budynek jest sklasyfikowany jako Pomnik Narodowy od 2013. 